# William Yates Atkinson
William Yates Atkinson, född 11 november 1854 i Meriwether County i Georgia, död 8 augusti 1899 i Newnan i Georgia, var en amerikansk politiker (demokrat). Han var Georgias guvernör 1894–1898.
Atkinson utexaminerades 1877 från University of Georgia, studerade sedan juridik och inledde därefter sin karriär som advokat. Han var talman i Georgias representanthus 1892–1894.
Atkinson efterträdde 1894 William J. Northen som Georgias guvernör och efterträddes 1898 av Allen D. Candler. Atkinson avled 1899 och gravsattes på Oak Hill Cemetery i Newnan. Atkinson County har fått sitt namn efter William Yates Atkinson.